# فوزی پاشا (اصلاحیه)
فوزی پاشا (به ترکی استانبولی: Fevzipaşa) یک منطقهٔ مسکونی در ترکیه است که در استان غازی عینتاب واقع شده‌است. فوزی پاشا ۲٬۴۱۵ نفر جمعیت دارد و ۵۰۰ متر بالاتر از سطح دریا واقع شده‌است.